# Diocèse de Linz
Le diocèse de Linz est une circonscription ecclésiastique de l'Église catholique, en Autriche, dont le siège se trouve à la nouvelle cathédrale de Linz, et est suffragant de l'archidiocèse de Vienne.

## Historique

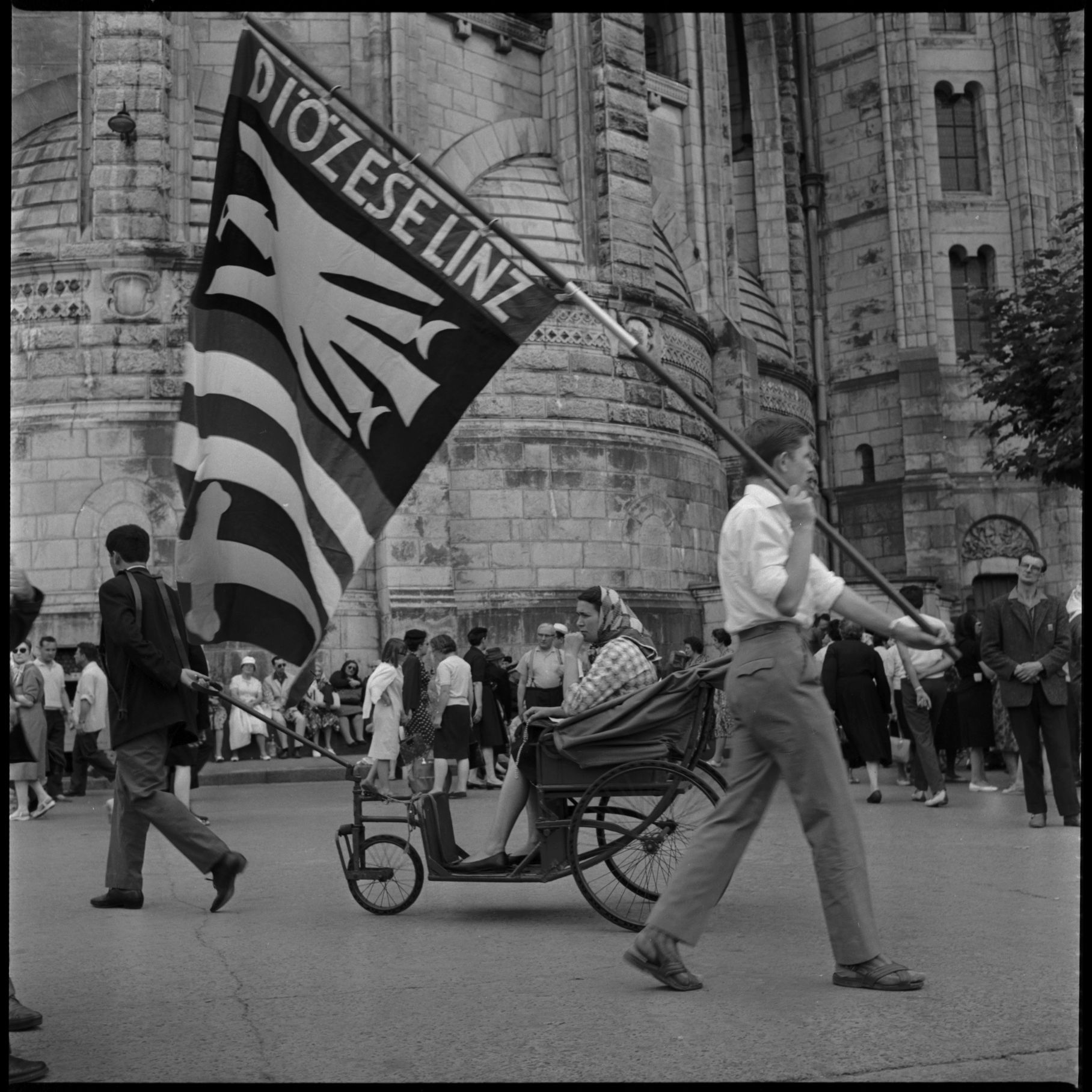
Drapeau du diocèse de Linz à Lourdes en 1964.

L'Empereur Joseph II imposa au diocèse de Passau, en Allemagne, (1784) de renoncer à leurs paroisses de Haute-Autriche et créa ainsi le diocèse de Linz. Lorsque la confirmation de l'érection du diocèse (par la bulle papale, 28 janvier 1785) fut reçue du pape Pie VI, l'évêque auxiliaire de Passau, Ernest Johann Nepomuk (en), le comte Herberstein, y fut nommé comme 'premier évêque' de Linz et adopta l'église Saint-Ignace des Jésuites, alors inoccupée, comme cathédrale.
Vers la fin du XIXe siècle, la ville de Linz avait tellement grandi qu'il n'y avait plus assez d'espace dans la cathédrale. L'évêque de l'époque, Franz-Josef Rudigier, fit alors construire une nouvelle cathédrale plus large en style néo-gothique (aujourd'hui la Nouvelle Cathédrale). Jusqu'en 1909, la 'cathédrale Saint-Ignace' fut l'église cathédrale officielle de Linz.